# Wickham Market
Wickham Market is een civil parish in het Engelse graafschap Suffolk. In 2001 telde het dorp 2204 inwoners.

## Foto's

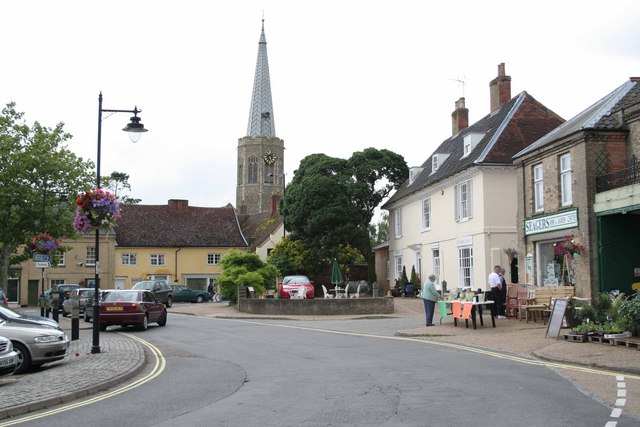